# Pere Celestí Gusi i Rossell
Jaume Gusi i Rossell (nom de monjo Pere Celestí, Barcelona, 3 de novembre de 1897 - Abadia de Montserrat, 12 de juny de 1978) fou un monjo benedictí de Montserrat, abat del monestir de Manila. Va ser el braç dret, home de confiança i secretari de l'abat Antoni Maria Marcet amb qui va voltar per tot el món en les visites canòniques als monestirs de la Congregació de Subiaco, actualment integrada a la Congregació de Subiaco-Montecassino. Fou el director artístic de les obres de restauració del monestir i del santuari de Montserrat, sovint amb l'ajuda de Puig i Cadafalch, i director de la impremta, degà i sots-prior del monestir. Va ser l'abat del monestir de Manila des de 1947 fins 1957. Una vegada retornat de Manila fou president de la congregació benedictina Subiaco (1959-1966) i participà en el Concili II del Vaticà.